# マンチェスター・ボストン地域空港
マンチェスター・ボストン地域空港（マンチェスター・ボストンちいきくうこう、Manchester-Boston Regional Airport、IATA: MHT）は、アメリカ合衆国ニューハンプシャー州南部にある空港。同州最大の都市マンチェスター、第2の都市ナシュア、および州都コンコードをカバーする。空港はマンチェスターのダウンタウンから南へ約5kmに立地し、その敷地はマンチェスター、および隣接するロンドンデリーの2市にまたがっている。2019年の旅客数は169万人で州内の空港で最大だった。ニューイングランド地域では5番目に位置する。
1927年に開港し、1997年には旅客数は100万人を突破した。2006年4月18日、ボストンの中心部から約80kmという近さをアピールし、発着便数の多いローガン国際空港を補助する空港としての役割も担っていけるよう、空港名をそれまでの「マンチェスター空港」から現称の「マンチェスター・ボストン地域空港」に改めた。
マンチェスター・ボストン地域空港は悪天候に強いことで評判が高く、開港以来、空港が閉鎖されたのは2001年9月11日のアメリカ同時多発テロ事件の翌日および翌々日の2日間、全米の航空機の便を欠航とする非常措置が取られたときだけである。

## 歴史
マンチェスター・ボストン国際空港は1927年6月にマンチェスター空港として開港した。マンチェスター市は空港の建設費用として15,000ドル（当時）を承認した。10月にはパイン・アイランド沼の近くに設けられた84エーカーの敷地に航空局が置かれ、空港の工事が始まった。着工からわずか1ヶ月で、1,800フィートの滑走路2本が完成した。1933年にノースイースト航空が創設されると、空港最初のターミナルビルが建てられた。
第二次世界大戦中、空港のインフラ整備はさらに進んだ。この頃、空港は6,000の小隊、および対潜戦闘部隊の本拠地となっていた。戦後、陸軍省（当時）は航空機事故で死去した地元マンチェスター出身のパイロットを讃えてその名を取り、空港をグレニアー・フィールド（Grenier Field）に改名した。
現在のマンチェスター・ボストン国際空港の姿は、1960年代から始まった拡張によって形成されていった。1961年には、850,000ドルの費用を投じて新たにターミナルビルが建てられた。1966年には軍が残留していた隊を引き上げ、空港には更なる拡張の余地が残された。その12年後、空港は再び「マンチェスター空港」という名に戻された。
1990年代にも大規模な拡張が行われた。1994年には14,680m²の広さを有する新ターミナルビルが完成し、より大型のジェット機の発着に対応できるようになった。また、駐車場の増設や滑走路・誘導路の拡張も行われた。その結果、メトロジェット、ノースウエスト航空、サウスウエスト航空がマンチェスター空港に乗り入れた。2003年には、滑走路17/35が7,001フィートから現在の9,250フィートに延長され、ラスベガスのマッカラン国際空港への直行便が発着できるようになった。
ボストン都市圏内の都市・町村はマサチューセッツ・ニューハンプシャー両州政府とのパートナーシップの下、ボストンの第2空港を新たに建設するのを避け、マンチェスター空港とT・F・グリーン空港をローガン国際空港を補完する空港として利用していくことを決定した。2006年4月には、ボストン都市圏の空港として全米の旅行者にアピールするため、マンチェスター市は空港名をマンチェスター・ボストン地域空港と改めた。

## 施設
マンチェスター・ボストン地域空港は607haの敷地に2本の滑走路を有している。
- 滑走路 17/35: 長さ2,819m x 幅46m, アスファルト舗装
- 滑走路 6/24: 長さ2,332m x 幅46m, アスファルト舗装

2006年には、マンチェスター・ボストン地域空港には年間93,138機（1日平均255機）の航空機が離着陸した。そのうちの41%は定期旅客便で、31%がエアタクシー、27%がゼネラル・アビエーション（自家用機やチャーター機）、1%が軍用であった。マンチェスター・ボストン地域空港を基地とする航空機は100機で、うち75%が単発機、15%が双発/多発機で、10%がジェット機である。
空港ターミナル内の治安は地元ロンドンデリー市警察によって守られている。かつてはロッキンガム郡保安局が空港内の治安維持にあたっていたが、2007年にロンドンデリー市警察に権限が委譲された。

## 空港へのアクセス
マンチェスター・ボストン地域空港とボストンのサリバン・スクエアとの間にはマンチェスター・シャトルと呼ばれるシャトルバスの便がある。マンチェスター・シャトルは2時間に1本、24時間運行している。シャトルは途中ウォバーンのアンダーソン地域交通センターを通る。アンダーソン地域交通センターまでは所要45分、サリバン・スクエアまでは所要75分である。アンダーソン地域交通センターにはアムトラックのダウンイースター号、およびMBTAの近郊列車が停車する駅がある。サリバン・スクエアにはMBTAの地下鉄オレンジラインが停車する（ただし周辺および沿線の治安は良くない）。シャトルはマンチェスター・ボストン地域空港に発着する便の航空券を持っている客であれば無料で利用できる。もともとは2006年11月に6ヶ月の試験運行で始まったものであるが、現在でも継続して運行されている。
2007年には、マンチェスター・ボストン地域空港とF・E・エベレット・ターンパイクとを結ぶ空港連絡道路の建設も始まった。F・E・エベレット・ターンパイクはナシュア・マンチェスター・コンコードの3都市を結ぶ有料道路である。この空港連絡道路は、2010年の完成を目指して工事が進められている。

## 就航路線
- サウスウエスト航空：ボルチモア、シカゴ・ミッドウェイ、オーランド、タンパ
- アメリカン・イーグル：シャーロット、シカゴ・オヘア、ワシントン・ナショナル、フィラデルフィア
- ユナイテッド・エクスプレス：ニューアーク
- スピリット航空：フォートローダーデール、オーランド、タンパ

### 航空貨物
マンチェスター・ボストン地域空港はローガン国際空港、ブラッドレー国際空港に次いで、ニューイングランドでは3番目に航空貨物取扱量の多い空港である。2005年には、空港は1億5000万ポンドの航空貨物を取扱った。その多くはDHLアビエーション、フェデックス・エクスプレス、およびUPS航空の3社のものである。これら3社はすべて貨物専用の航空機をマンチェスターに発着させている。
UPSはマンチェスターをニューイングランドの拠点として利用し、ウィギンス・アビエーション社と提携してニューイングランド各地に貨物を輸送している。フェデックスもかつてはマンチェスターをニューイングランドの拠点としていたが、現在は同社のハブであるメンフィス国際空港からメイン州ポートランドおよびバーモント州バーリントンに直行便を出している。DHLは北米拠点を置いているオハイオ州ウィルミントンからペンシルベニア州アレンタウンを経由してマンチェスターへ飛び、マンチェスターからは直行でウィルミントンへ戻るという三角ルートを設けている。

## 註
1. 1 2 3  FAA Airport Master Record for MHT. Federal Aviation Administration. 2008年4月10日.（PDFファイル版/18.4KB）
2. ↑  the airport/access-date=January 6, 2022.
3. ↑  Browder, Edward W. Jr. and Quirin, Maurice B. Manchester's Airport: Flying Through Time. pp.329-330. ISBN 0-9721489-9-X
4. ↑  ノースイースト航空は1972年にデルタ航空に吸収合併された。
5. ↑  History of Manchester-Boston Regional Airport. Manchester-Boston Regional Airport.
6. ↑  Airport Announces Free Bus Service Between Woburn and Boston For Ticketed Passengers. Manchester-Boston Regional Airport. 2006年10月27日.
7. ↑  NH Airport Access Rd under way. Tollroads News. 2007年8月18日.
8. ↑  Kozubek, Jim First phases of airport access road under way. New Hampshire Union Leader. 2007年8月18日.